# جائزة فرنسا الكبرى 1960
جائزة فرنسا الكبرى 1960 هو سباق فورمولا 1 أقيم بتاريخ 3 يوليو 1960 في رانس، فرنسا. كان السادس من أصل 10 في بطولة العالم لسباقات الفورمولا واحد موسم 1960. حلّ الأسترالي جاك برابهام أولا.